# Хакон Транберг
Хакон Транберг (норв. Haakon Werner Tranberg; 2. март 1917 — Кристијансанд, 24. април 1991), био је норвешки спринтер, специјалиста за трке на 100 и 200 метара.

## Спортска биографија
Освајао је сребрне медаље на 100 м и 200 м на Европском првенству 1946. у Ослу године., Никада није учествовао на Олимпијским играма. Био је норвешки првак на 100 м 1939, 1946 и 1947, а на 200 м 1939. и 1946., и у скоку удаљ 1946. и 1947.
Његову каријеру прекинуо је Други светски рат у Норвешкој 1940—1945. Био је затворен у Аркивету од 14. новембра 1944. године, а затим у концентрационом логору Грини од 5. децембра 1944. до краја рата у мају 1945.

### Рекорди
| Дисциплина | Резултат | Место | Датум           |
| ---------- | -------- | ----- | --------------- |
| 100 м      | 10,4 сек | Осло  | Септембар 1939. |
| 200 м      | 21,5 сек | Осло  | Август 1938.    |
| Скок удаљ  | 7,26 м   | Осло  | 1940.           |